# Elecciones presidenciales de Venezuela de 1936
Las elecciones presidenciales de Venezuela de 1936 fueron el proceso electoral extraordinario llevado a cabo el domingo 25 de abril de 1936 en seno del Congreso de los Estados Unidos de Venezuela para escoger al Presidente Constitucional de los Estados Unidos de Venezuela para iniciar el septenio 1936-1943, para suceder al mandatario interino Eleazar López Contreras, el cual se hallaba encargado del Poder Ejecutivo tras la muerte del anterior mandatario Juan Vicente Gómez para completar el septenio restante. Los candidatos fueron el presidente encargado de la República, Eleazar López Contreras, quien estaba completando el septenio anterior, y el abogado marabino Néstor Luis Pérez.

## Contexto histórico

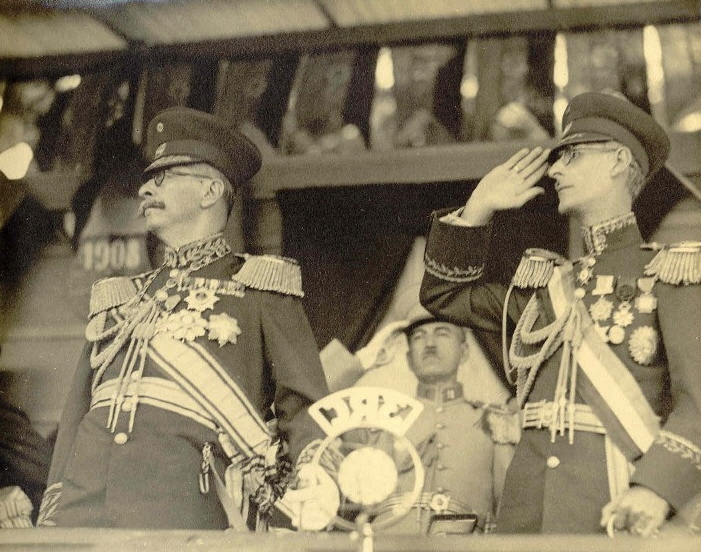
Juan Vicente Gómez y Eleazar López Contreras en Maracay en 1934.

El 17 de diciembre de 1935 fallecía el Presidente de los Estados Unidos de Venezuela, General Juan Vicente Gómez, quien había gobernado a Venezuela de manera autoritaria directa o indirectamente desde el 19 de diciembre de 1908, pero además logró la modernización nacional en diferentes ámbitos: Creó las primeras aerolíneas del país, encargó construir los primeros aeropuertos venezolanos, se construyeron puentes, edificios de aduanas, las primeras terminales de pasajeros de líneas de autobuses extraurbanas, se construyó también la famosa Carretera Trasandina, además de que modernizó, profesionalizó e institucionalizó a la Fuerza Armada Nacional, que aún hoy conserva la estructura gomecista.
Luego de su deceso, que ocurría luego de sus veintisiete años de gestión, con algunos presidentes "títeres" (como José Gil Fortoul), el ministro de Guerra, General Eleazar López Contreras, logró sofocar una conspiración de la familia del expresidente Gómez para obtener y perpetuarse en el poder, por lo cual el gabinete lo designó como Presidente provisional hasta la celebración de estas elecciones.

## Candidaturas
Para estas elecciones, los candidatos presidenciales fueron los siguientes:
- Eleazar López Contreras, militar y político queniquense, quien ya había fungido como Ministro de Guerra y Marina durante los últimos años de la presidencia del General Gómez y Presidente encargado de la República desde 1935, período en el cual comenzó un proceso de transición democrática en Venezuela.
- Néstor Luis Pérez, abogado y político marabino, activista opositor al gobierno del fallecido General Gómez, además estuvo preso en la Prisión de San Carlos.[4]

## Resultados
| Candidato               | Votos | %     |
| ----------------------- | ----- | ----- |
| Eleazar López Contreras | 121   | 98,37 |
| Néstor Luis Pérez       | 1     | 0,81  |
| Se abstuvo              | 1     | 0,81  |
| Bunimov.                |       |       |

### Vencedor
Esta elección sirvió para ratificar al Presidente encargado Eleazar López Contreras como presidente constitucional de los Estados Unidos de Venezuela para el período constitucional 1936 – 1943.